# العلاقات الكوبية الكيريباتية
العلاقات الكوبية الكيريباتية هي العلاقات الثنائية التي تجمع بين كوبا وكيريباتي.

## مقارنة بين البلدين
هذه مقارنة عامة ومرجعية للدولتين:
| وجه المقارنة                                              | كوبا                              | كيريباتي                        |
| --------------------------------------------------------- | --------------------------------- | ------------------------------- |
| المساحة (كم2)                                             | 109.88 ألف                        | 811                             |
| عدد السكان (نسمة)                                         | 11.48 مليون                       | 116.40 ألف                      |
| الكثافة السكانية (ن./كم²)                                 | 104.48                            | 14.35 ألف                       |
| العاصمة                                                   | هافانا                            | جنوب تاراوا                     |
| اللغة الرسمية                                             | اللغة الإسبانية                   | لغة إنجليزية، اللغة الكيريباتية |
| العملة                                                    | بيزو كوبي، بيزو كوبي قابل للتحويل | دولار كريباتي، دولار أسترالي    |
| الناتج المحلي الإجمالي (بليون دولار)                      | 87.13 مليار                       | 196.15 مليون                    |
| الناتج المحلي الإجمالي (تعادل القوة الشرائية) بليون دولار |                                   | 224.26 مليون                    |
| الناتج المحلي الإجمالي الاسمي للفرد دولار أمريكي          |                                   | 1.42 ألف                        |
| الناتج المحلي الإجمالي للفرد دولار أمريكي                 |                                   | 1.81 ألف                        |
| مؤشر التنمية البشرية                                      | 0.769                             | 0.590                           |
| رمز المكالمات الدولي                                      | +53                               | +686                            |
| رمز الإنترنت                                              | .cu                               | .ki                             |
| المنطقة الزمنية                                           | 00                                |                                 |

## منظمات دولية مشتركة
يشترك البلدان في عضوية مجموعة من المنظمات الدولية، منها:
| علم المنظمة | اسم المنظمة                                 | تاريخ انضمام كوبا | تاريخ انضمام كيريباتي |
| ----------- | ------------------------------------------- | ----------------- | --------------------- |
|             | الأمم المتحدة                               | 24 أكتوبر 1945    | 14 سبتمبر 1999        |
|             | الاتحاد الدولي للاتصالات                    | 16 يناير 1918     | 3 نوفمبر 1986         |
|             | مجموعة دول أفريقيا والكاريبي والمحيط الهادئ | ?                 | ?                     |
|             | تحالف الدول الجزرية الصغيرة                 | ?                 | ?                     |
|             | الاتحاد البريدي العالمي                     | ?                 | ?                     |
|             | منظمة حظر الأسلحة الكيميائية                | ?                 | ?                     |
|             | يونسكو                                      | 29 أغسطس 1947     | 24 أكتوبر 1989        |

## وصلات خارجية
- موقع وزارة الخارجية الكوبية